# Jemčev vrt
Jemčev vrt je poslovno-stanovanjska stavba, zgrajena na križišču Prešernove in Razlagove ulice leta 1975.
Zgradbo so začeli graditi leta 1972 po načrtih Boruta Pečenka. Je v bližini mestnega parka, Hutterjevega bloka in Kocmutove Višje ekonomsko-komercialne šole. Za zgradbo je obširno dvorišče, ki tudi meji na dvorišče Prešernove ulice. Pritličje zgradbe je namenjeno različnim lokalom (gostinjski lokal Bruc, kozmetični salon Sončni studio...), doseže tudi 10 etaž. Jemčev vrt ima zanimive balkone z betonsko ograjo. Zanimiv del zgradbe je tudi na zahodni strani, saj je Janez Boljke iz aluminijaste plastike naredil skulpturo, ki spominja na molekulo. V pritličju pred kavarno Bruc je veliko betonsko korito v katerem je posejanih veliko rož.